# Nkosinathi Sibisi
Nkosinathi Sibisi (ur. 22 września 1995 w Durbanie) – południowoafrykański piłkarz, występujący na pozycji obrońcy w południowoafrykańskim klubie Orlando Pirates oraz w reprezentacji Południowej Afryki. Uczestnik Pucharu Narodów Afryki 2023.

## Statystyki

### Klubowe
Na podstawie:
| Klub                         | Sezonów | Liga                  | Liga  | Liga   | Puchar krajowy | Puchar krajowy | Kontynentalne | Kontynentalne | Suma  | Suma   |
| Klub                         | Sezonów | Liga                  | Mecze | Bramki | Mecze          | Bramki         | Mecze         | Bramki        | Mecze | Bramki |
| ---------------------------- | ------- | --------------------- | ----- | ------ | -------------- | -------------- | ------------- | ------------- | ----- | ------ |
| Lamontville Golden Arrows FC | 6       | Premier Soccer League | 99    | 3      | 25             | 1              | 15            | 1             | 167   | 17     |
| Orlando Pirates              | 2       | Premier Soccer League | 38    | 1      | 10             | 0              | 27            | 4             | 52    | 6      |
|                              | Łącznie | Łącznie               | 137   | 4      | 35             | 1              | 42            | 5             | 246   | 23     |

### Reprezentacyjne
Na podstawie:
| Mecze i gole w reprezentacji podczas Pucharu Narodów Afryki 2023 | Mecze i gole w reprezentacji podczas Pucharu Narodów Afryki 2023 | Mecze i gole w reprezentacji podczas Pucharu Narodów Afryki 2023 | Mecze i gole w reprezentacji podczas Pucharu Narodów Afryki 2023 | Mecze i gole w reprezentacji podczas Pucharu Narodów Afryki 2023 | Mecze i gole w reprezentacji podczas Pucharu Narodów Afryki 2023 | Mecze i gole w reprezentacji podczas Pucharu Narodów Afryki 2023 | Mecze i gole w reprezentacji podczas Pucharu Narodów Afryki 2023 |
| Lp.                                                              | Data                                                             | Miasto                                                           | Przeciwnik                                                       | Wynik                                                            | Gole                                                             | Inne                                                             | Faza rozgrywek                                                   |
| ---------------------------------------------------------------- | ---------------------------------------------------------------- | ---------------------------------------------------------------- | ---------------------------------------------------------------- | ---------------------------------------------------------------- | ---------------------------------------------------------------- | ---------------------------------------------------------------- | ---------------------------------------------------------------- |
| 1.                                                               | 07.02.2024                                                       | Bouaké                                                           | Nigeria                                                          | 1:1 (k. 2:4)                                                     |                                                                  |                                                                  | Półfinał                                                         |
| 2.                                                               | 10.02.2024                                                       | Abidżan                                                          | Demokratyczna Republika Konga                                    | 0:0 (k. 6:5)                                                     |                                                                  |                                                                  | Mecz o 3. miejsce                                                |

## Sukcesy
Na podstawie:
Brak ważniejszych osiągnięć.